# Barichneumon sexalbatus
Barichneumon sexalbatus là một loài tò vò trong họ Ichneumonidae.